# Tour de Belgique 2015
La 85e édition du Tour de Belgique a eu lieu du 27 au 31 mai 2015. La course fait partie du calendrier UCI Europe Tour 2015 en catégorie 2.HC.
L'épreuve a été remportée par le Belge Greg Van Avermaet (BMC Racing), vainqueur de la cinquième étape, respectivement 41 et 56 secondes devant ses compatriotes Tiesj Benoot (Lotto-Soudal) et Gaëtan Bille (Verandas Willems).
Le Belge Tom Boonen (Etixx-Quick Step), lauréat de la deuxième étape, remporte le classement par points tandis que l'Allemand Philipp Walsleben (BKCP-Powerplus) s'adjuge le classement de la combativité. La formation américaine BMC Racing termine quant à elle meilleure équipe.

## Présentation

### Équipes
Classé en catégorie 2.HC de l'UCI Europe Tour, le Tour de Belgique est par conséquent ouvert aux WorldTeams dans la limite de 70 % des équipes participantes, aux équipes continentales professionnelles, aux équipes continentales belges et à une équipe nationale belge.
Vingt équipes participent à ce Tour de Belgique - huit WorldTeams, six équipes continentales professionnelles et six équipes continentales :
| UCI WorldTeams   | UCI WorldTeams | UCI WorldTeams |
| Nom de l'équipe  | Pays           | Code           |
| ---------------- | -------------- | -------------- |
| Astana           | Kazakhstan     | AST            |
| BMC Racing       | États-Unis     | BMC            |
| Etixx-Quick Step | Belgique       | EQS            |
| FDJ              | France         | FDJ            |
| IAM              | Suisse         | IAM            |
| Katusha          | Russie         | KAT            |
| Lotto NL-Jumbo   | Pays-Bas       | TLJ            |
| Joker+-Soudal    | Belgique       | LTS            |

| Équipes continentales professionnelles | Équipes continentales professionnelles | Équipes continentales professionnelles |
| Nom de l'équipe                        | Pays                                   | Code                                   |
| -------------------------------------- | -------------------------------------- | -------------------------------------- |
| Androni Giocattoli-Sidermec            | Italie                                 | AND                                    |
| Cofidis                                | France                                 | COF                                    |
| Roompot Oranje Peloton                 | Pays-Bas                               | ROP                                    |
| RusVelo                                | Russie                                 | RVL                                    |
| Topsport Vlaanderen-Baloise            | Belgique                               | TSV                                    |
| Wanty-Groupe Gobert                    | Belgique                               | WGG                                    |

| Équipes continentales         | Équipes continentales | Équipes continentales |
| Nom de l'équipe               | Pays                  | Code                  |
| ----------------------------- | --------------------- | --------------------- |
| 3M                            | Belgique              | MMM                   |
| BKCP-Powerplus                | Belgique              | BKP                   |
| Cibel                         | Belgique              | CIB                   |
| Vastgoedservice-Golden Palace | Belgique              | VGS                   |
| Verandas Willems              | Belgique              | WIL                   |
| Wallonie-Bruxelles            | Belgique              | WBC                   |

### Règlement de la course

#### Primes
Les vingt prix sont attribués suivant le barème de l'UCI,. Le total général des prix distribués est de 30 278 €.
| Position           | 1er     | 2e      | 3e      | 4e    | 5e    | 6e    | 7e    | 8e    | 9e    | 10e à 20e |
| Classement général | 6 040 € | 3 040 € | 1 510 € | 757 € | 606 € | 455 € | 455 € | 302 € | 302 € | 152 €     |
| Par étape          | 3 615 € | 1 805 € | 905 €   | 455 € | 365 € | 269 € | 269 € | 180 € | 180 € | 92 €      |
| Par demi-étape     | 2 425 € | 1 235 € | 605 €   | 302 € | 241 € | 186 € | 186 € | 122 € | 122 € | 60 €      |

## Étapes

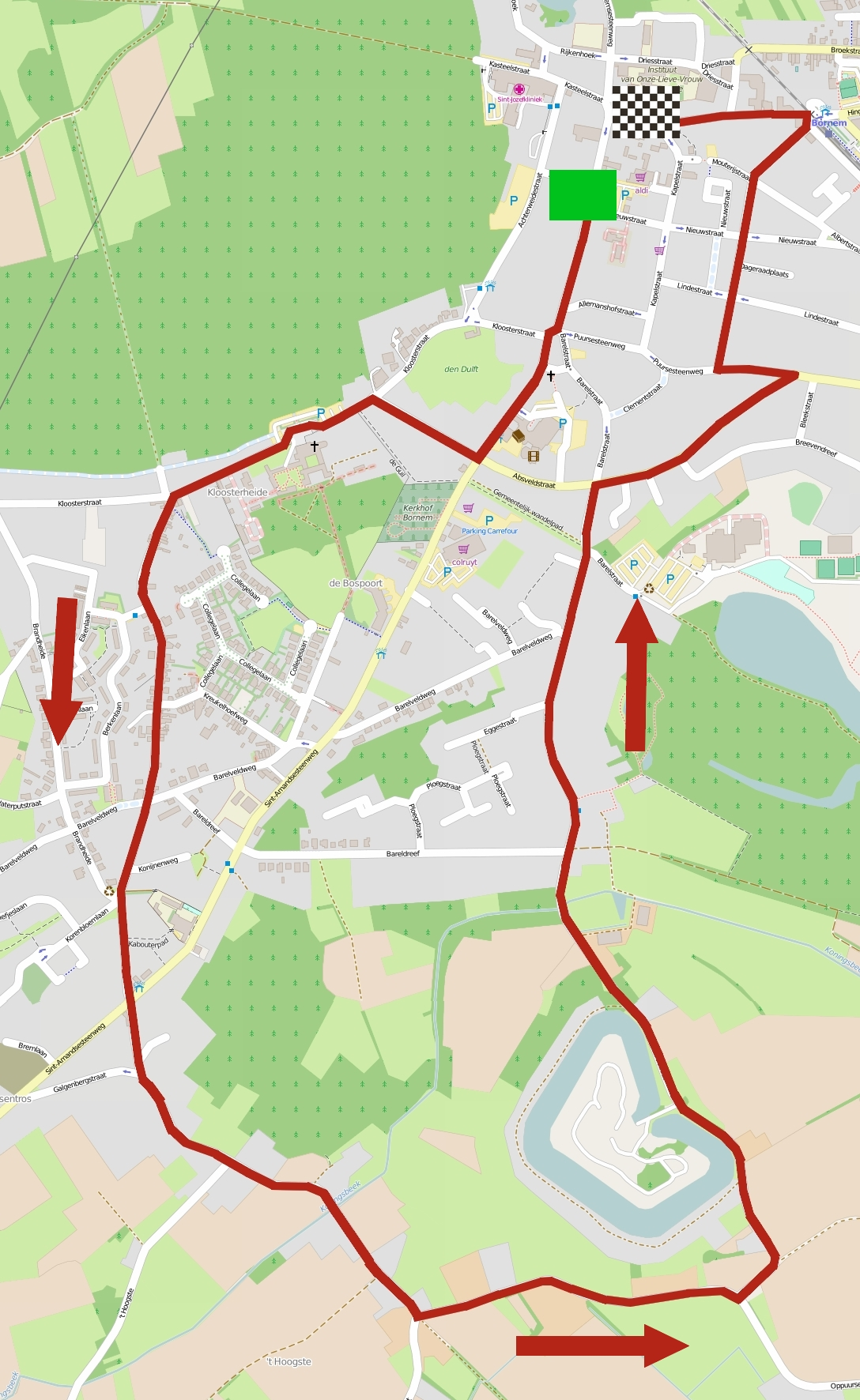
La carte de la première étape.

L'édition 2015 du Tour de Belgique comporte cinq étapes, la première disputée à Bornem sous la forme d'un contre-la-montre individuel et quatre étapes en ligne, pour un total de 744,1 kilomètres à parcourir.
| Étape     | Date   | Villes étapes                                 |                             | Distance (km) | Vainqueur d’étape | Leader du classement général |
| --------- | ------ | --------------------------------------------- | --------------------------- | ------------- | ----------------- | ---------------------------- |
| 1re étape | 27 mai | Bornem - Bornem                               | Contre-la-montre individuel | 6,85          | Matthias Brändle  | Matthias Brändle             |
| 2e étape  | 28 mai | Lochristi - Knokke-Heist                      | Étape de plaine             | 178,5         | Tom Boonen        | Matthias Brändle             |
| 3e étape  | 29 mai | Knokke-Heist - Herzele                        | Étape de plaine             | 201,1         | Arnaud Démare     | Matthias Brändle             |
| 4e étape  | 30 mai | Lacs de l'Eau d'Heure - Lacs de l'Eau d'Heure | Étape de plaine             | 158,5         | Arnaud Démare     | Matthias Brändle             |
| 5e étape  | 31 mai | Saint-Vith - Saint-Vith                       | Étape vallonnée             | 199,2         | Greg Van Avermaet | Greg Van Avermaet            |

## Déroulement de la course

### 1reétape[11]
| Classement de l'étape | Classement de l'étape    | Classement de l'étape | Classement de l'étape | Classement de l'étape |
|                       | Coureur                  | Pays                  | Équipe                | Temps                 |
| --------------------- | ------------------------ | --------------------- | --------------------- | --------------------- |
| 1er                   | Matthias Brändle         | Autriche              | IAM                   | en 7 min 54 s         |
| 2e                    | Rohan Dennis             | Australie             | BMC Racing            | + 2 s                 |
| 3e                    | Gaëtan Bille             | Belgique              | Verandas Willems      | + 9 s                 |
| 4e                    | Martin Elmiger           | Suisse                | IAM                   | + 9 s                 |
| 5e                    | Greg Van Avermaet        | Belgique              | BMC Racing            | + 11 s                |
| 6e                    | Jempy Drucker            | Luxembourg            | BMC Racing            | + 16 s                |
| 7e                    | William Bonnet           | France                | FDJ                   | + 19 s                |
| 8e                    | Yves Lampaert            | Belgique              | Etixx-Quick Step      | + 19 s                |
| 9e                    | Guillaume Van Keirsbulck | Belgique              | Etixx-Quick Step      | + 20 s                |
| 10e                   | David Boucher            | France                | FDJ                   | + 20 s                |
| modifier              |                          |                       |                       |                       |

| Classement général | Classement général       | Classement général | Classement général | Classement général |
|                    | Coureur                  | Pays               | Équipe             | Temps              |
| ------------------ | ------------------------ | ------------------ | ------------------ | ------------------ |
| 1er                | Matthias Brändle         | Autriche           | IAM                | en 7 min 54 s      |
| 2e                 | Rohan Dennis             | Australie          | BMC Racing         | + 2 s              |
| 3e                 | Gaëtan Bille             | Belgique           | Verandas Willems   | + 9 s              |
| 4e                 | Martin Elmiger           | Suisse             | IAM                | + 9 s              |
| 5e                 | Greg Van Avermaet        | Belgique           | BMC Racing         | + 11 s             |
| 6e                 | Jempy Drucker            | Luxembourg         | BMC Racing         | + 16 s             |
| 7e                 | William Bonnet           | France             | FDJ                | + 19 s             |
| 8e                 | Yves Lampaert            | Belgique           | Etixx-Quick Step   | + 19 s             |
| 9e                 | Guillaume Van Keirsbulck | Belgique           | Etixx-Quick Step   | + 20 s             |
| 10e                | David Boucher            | France             | FDJ                | + 20 s             |
| modifier           |                          |                    |                    |                    |

### 2eétape
| Classement de l'étape | Classement de l'étape | Classement de l'étape | Classement de l'étape  | Classement de l'étape |
|                       | Coureur               | Pays                  | Équipe                 | Temps                 |
| --------------------- | --------------------- | --------------------- | ---------------------- | --------------------- |
| 1er                   | Tom Boonen            | Belgique              | Etixx-Quick Step       | en 4 h 19 min 21 s    |
| 2e                    | Arnaud Démare         | France                | FDJ                    | m.t                   |
| 3e                    | Jens Debusschere      | Belgique              | Lotto-Soudal           | m.t                   |
| 4e                    | Jonas Van Genechten   | Belgique              | IAM                    | m.t                   |
| 5e                    | Dylan Groenewegen     | Pays-Bas              | Roompot Oranje Peloton | m.t                   |
| 6e                    | Jempy Drucker         | Luxembourg            | BMC Racing             | m.t                   |
| 7e                    | Roy Jans              | Belgique              | Wanty-Groupe Gobert    | m.t                   |
| 8e                    | Tom Van Asbroeck      | Belgique              | Lotto NL-Jumbo         | m.t                   |
| 9e                    | Yves Lampaert         | Belgique              | Etixx-Quick Step       | m.t                   |
| 10e                   | Alexey Tsatevitch     | Russie                | Katusha                | m.t                   |
| modifier              |                       |                       |                        |                       |

| Classement général | Classement général | Classement général | Classement général | Classement général |
|                    | Coureur            | Pays               | Équipe             | Temps              |
| ------------------ | ------------------ | ------------------ | ------------------ | ------------------ |
| 1er                | Matthias Brändle   | Autriche           | IAM                | en 4 h 27 min 15 s |
| 2e                 | Rohan Dennis       | Australie          | BMC Racing         | + 2 s              |
| 3e                 | Gaëtan Bille       | Belgique           | Verandas Willems   | + 9 s              |
| 4e                 | Martin Elmiger     | Suisse             | IAM                | + 9 s              |
| 5e                 | Greg Van Avermaet  | Belgique           | BMC Racing         | + 11 s             |
| 6e                 | Jempy Drucker      | Luxembourg         | BMC Racing         | + 16 s             |
| 7e                 | Tom Boonen         | Belgique           | Etixx-Quick Step   | + 17 s             |
| 8e                 | Arnaud Démare      | France             | FDJ                | + 18 s             |
| 9e                 | William Bonnet     | France             | FDJ                | + 19 s             |
| 10e                | Yves Lampaert      | Belgique           | Etixx-Quick Step   | + 19 s             |
| modifier           |                    |                    |                    |                    |

### 3eétape
| Classement de l'étape | Classement de l'étape | Classement de l'étape | Classement de l'étape         | Classement de l'étape |
|                       | Coureur               | Pays                  | Équipe                        | Temps                 |
| --------------------- | --------------------- | --------------------- | ----------------------------- | --------------------- |
| 1er                   | Arnaud Démare         | France                | FDJ                           | en 4 h 43 min 39 s    |
| 2e                    | Tom Boonen            | Belgique              | Etixx-Quick Step              | + 0 s                 |
| 3e                    | Jürgen Roelandts      | Belgique              | Lotto-Soudal                  | + 0 s                 |
| 4e                    | Tom Van Asbroeck      | Belgique              | Lotto NL-Jumbo                | + 0 s                 |
| 5e                    | Mathieu van der Poel  | Pays-Bas              | BKCP-Powerplus                | + 0 s                 |
| 6e                    | Raymond Kreder        | Pays-Bas              | Roompot Oranje Peloton        | + 0 s                 |
| 7e                    | Tiesj Benoot          | Belgique              | Lotto-Soudal                  | + 0 s                 |
| 8e                    | Edward Theuns         | Belgique              | Topsport Vlaanderen-Baloise   | + 2 s                 |
| 9e                    | Gaëtan Bille          | Belgique              | Verandas Willems              | + 2 s                 |
| 10e                   | Dennis Coenen         | Belgique              | Vastgoedservice-Golden Palace | + 2 s                 |
| modifier              |                       |                       |                               |                       |

| Classement général | Classement général   | Classement général | Classement général | Classement général |
|                    | Coureur              | Pays               | Équipe             | Temps              |
| ------------------ | -------------------- | ------------------ | ------------------ | ------------------ |
| 1er                | Matthias Brändle     | Autriche           | IAM                | en 9 h 10 min 56 s |
| 2e                 | Arnaud Démare        | France             | FDJ                | + 6 s              |
| 3e                 | Gaëtan Bille         | Belgique           | Verandas Willems   | + 6 s              |
| 4e                 | Tom Boonen           | Belgique           | Etixx-Quick Step   | + 9 s              |
| 5e                 | Martin Elmiger       | Suisse             | IAM                | + 9 s              |
| 6e                 | Greg Van Avermaet    | Belgique           | BMC Racing         | + 11 s             |
| 7e                 | Mathieu van der Poel | Pays-Bas           | BKCP-Powerplus     | + 19 s             |
| 8e                 | Yves Lampaert        | Belgique           | Etixx-Quick Step   | + 19 s             |
| 9e                 | Jürgen Roelandts     | Belgique           | Lotto-Soudal       | + 19 s             |
| 10e                | Marcel Sieberg       | Allemagne          | Lotto-Soudal       | + 21 s             |
| modifier           |                      |                    |                    |                    |

### 4eétape
| Classement de l'étape | Classement de l'étape | Classement de l'étape | Classement de l'étape | Classement de l'étape |
|                       | Coureur               | Pays                  | Équipe                | Temps                 |
| --------------------- | --------------------- | --------------------- | --------------------- | --------------------- |
| 1er                   | Arnaud Démare         | France                | FDJ                   | en 3 h 52 min 50 s    |
| 2e                    | Tom Boonen            | Belgique              | Etixx-Quick Step      | m.t                   |
| 3e                    | Jens Debusschere      | Belgique              | Lotto-Soudal          | m.t                   |
| 4e                    | Alexey Tsatevitch     | Russie                | Katusha               | m.t                   |
| 5e                    | Jonas Ahlstrand       | Suède                 | Cofidis               | m.t                   |
| 6e                    | Tom Van Asbroeck      | Belgique              | Lotto NL-Jumbo        | m.t                   |
| 7e                    | Borut Božič           | Slovénie              | Astana                | m.t                   |
| 8e                    | Danilo Napolitano     | Italie                | Wanty-Groupe Gobert   | m.t                   |
| 9e                    | Mathieu van der Poel  | Pays-Bas              | BKCP-Powerplus        | m.t                   |
| 10e                   | Adrien Petit          | France                | Cofidis               | m.t                   |
| modifier              |                       |                       |                       |                       |

| Classement général | Classement général   | Classement général | Classement général          | Classement général |
|                    | Coureur              | Pays               | Équipe                      | Temps              |
| ------------------ | -------------------- | ------------------ | --------------------------- | ------------------ |
| 1er                | Matthias Brändle     | Autriche           | IAM                         | en 13 h 3 min 41 s |
| 2e                 | Arnaud Démare        | France             | FDJ                         | + 1 s              |
| 3e                 | Greg Van Avermaet    | Belgique           | BMC Racing                  | + 8 s              |
| 4e                 | Tom Boonen           | Belgique           | Etixx-Quick Step            | + 8 s              |
| 5e                 | Gaëtan Bille         | Belgique           | Verandas Willems            | + 11 s             |
| 6e                 | Martin Elmiger       | Suisse             | IAM                         | + 14 s             |
| 7e                 | Mathieu van der Poel | Pays-Bas           | BKCP-Powerplus              | + 24 s             |
| 8e                 | Yves Lampaert        | Belgique           | Etixx-Quick Step            | + 24 s             |
| 9e                 | Jürgen Roelandts     | Belgique           | Lotto-Soudal                | + 24 s             |
| 10e                | Oliver Naesen        | Belgique           | Topsport Vlaanderen-Baloise | + 27 s             |
| modifier           |                      |                    |                             |                    |

### 5eétape
| Classement de l'étape | Classement de l'étape  | Classement de l'étape | Classement de l'étape | Classement de l'étape |
|                       | Coureur                | Pays                  | Équipe                | Temps                 |
| --------------------- | ---------------------- | --------------------- | --------------------- | --------------------- |
| 1er                   | Greg Van Avermaet      | Belgique              | BMC Racing            | en 4 h 57 min 44 s    |
| 2e                    | Tiesj Benoot           | Belgique              | Lotto-Soudal          | + 0 s                 |
| 3e                    | Egor Silin             | Russie                | Katusha               | + 10 s                |
| 4e                    | Dylan Teuns            | Belgique              | BMC Racing            | + 33 s                |
| 5e                    | Gaëtan Bille           | Belgique              | Verandas Willems      | + 39 s                |
| 6e                    | Alexander Foliforov    | Russie                | RusVelo               | + 44 s                |
| 7e                    | Thomas De Gendt        | Belgique              | Lotto-Soudal          | + 1 min 26 s          |
| 8e                    | Nicolas Vereecken      | Belgique              | 3M                    | + 1 min 26 s          |
| 9e                    | Viatcheslav Kouznetsov | Russie                | Katusha               | + 1 min 26 s          |
| 10e                   | Martin Elmiger         | Suisse                | IAM                   | + 1 min 26 s          |
| modifier              |                        |                       |                       |                       |

## Classements finals

### Classement général final
| Classement général final | Classement général final | Classement général final | Classement général final    | Classement général final |
|                          | Coureur                  | Pays                     | Équipe                      | Temps                    |
| ------------------------ | ------------------------ | ------------------------ | --------------------------- | ------------------------ |
| 1er                      | Greg Van Avermaet        | Belgique                 | BMC Racing                  | en 18 h 1 min 16 s       |
| 2e                       | Tiesj Benoot             | Belgique                 | Lotto-Soudal                | + 41 s                   |
| 3e                       | Gaëtan Bille             | Belgique                 | Verandas Willems            | + 56 s                   |
| 4e                       | Dylan Teuns              | Belgique                 | BMC Racing                  | + 1 min 28 s             |
| 5e                       | Martin Elmiger           | Suisse                   | IAM                         | + 1 min 49 s             |
| 6e                       | Mathieu van der Poel     | Pays-Bas                 | BKCP-Powerplus              | + 1 min 59 s             |
| 7e                       | Oliver Naesen            | Belgique                 | Topsport Vlaanderen-Baloise | + 2 min 2 s              |
| 8e                       | Viatcheslav Kouznetsov   | Russie                   | Katusha                     | + 2 min 13 s             |
| 9e                       | Huub Duyn                | Pays-Bas                 | Roompot Oranje Peloton      | + 2 min 15 s             |
| 10e                      | Frederik Backaert        | Belgique                 | Wanty-Groupe Gobert         | + 2 min 17 s             |
| modifier                 |                          |                          |                             |                          |

### Classements annexes
| Classement par points | Classement par points | Classement par points | Classement par points | Classement par points |
| --------------------- | --------------------- | --------------------- | --------------------- | --------------------- |
|                       | Coureur               | Pays                  | Équipe                | Point(s)              |
| 1er                   | Tom Boonen            | Belgique              | Etixx-Quick Step      | 80 points             |
| 2e                    | Tom Van Asbroeck      | Belgique              | Lotto NL-Jumbo        | 46 pts                |
| 3e                    | Gaëtan Bille          | Belgique              | Verandas Willems      | 44 pts                |
| modifier              |                       |                       |                       |                       |

| Classement de la combativité | Classement de la combativité | Classement de la combativité | Classement de la combativité | Classement de la combativité |
| ---------------------------- | ---------------------------- | ---------------------------- | ---------------------------- | ---------------------------- |
|                              | Coureur                      | Pays                         | Équipe                       | Point(s)                     |
| 1er                          | Philipp Walsleben            | Allemagne                    | BKCP-Powerplus               | 58 points                    |
| 2e                           | Connor McConvey              | Irlande                      | 3M                           | 28 pts                       |
| 3e                           | Ludwig De Winter             | Belgique                     | Wallonie-Bruxelles           | 27 pts                       |
| modifier                     |                              |                              |                              |                              |

| \| Classement par équipes[6] \| Classement par équipes[6] \| Classement par équipes[6] \| Classement par équipes[6] \| \| \| Équipe \| Pays \| Temps \| \| ------------------------- \| ------------------------- \| ------------------------- \| ------------------------- \| \| 1re \| BMC Racing \| États-Unis \| en 54 h 7 min 31 s \| \| 2e \| Roompot Oranje Peloton \| Pays-Bas \| + 5 min 25 s \| \| 3e \| Lotto-Soudal \| Belgique \| + 7 min 51 s \| \| modifier \| \| \| \| |                        |            |                    |
| Classement par équipes |                        |            |                    |
| | Équipe                 | Pays       | Temps              |
| 1re | BMC Racing             | États-Unis | en 54 h 7 min 31 s |
| 2e | Roompot Oranje Peloton | Pays-Bas   | + 5 min 25 s       |
| 3e | Lotto-Soudal           | Belgique   | + 7 min 51 s       |
| modifier |                        |            |                    |

### UCI Europe Tour
Ce Tour de Belgique attribue des points pour l'UCI Europe Tour 2015, par équipes seulement aux coureurs des équipes continentales professionnelles et continentales, individuellement à tous les coureurs sauf ceux faisant partie d'une équipe ayant un label WorldTeam.
| Position,          | 1er | 2e | 3e | 4e | 5e | 6e | 7e | 8e | 9e | 10e | 11e | 12e | 13e | 14e | 15e |
| Classement général | 100 | 70 | 40 | 30 | 25 | 20 | 15 | 10 | 9  | 8   | 7   | 6   | 5   | 4   | 3   |
| Par étape          | 20  | 14 | 8  | 7  | 6  | 5  | 4  | 2  |    |     |     |     |     |     |     |
| Leader, par étape  | 10  |    |    |    |    |    |    |    |    |     |     |     |     |     |     |

| Cycliste             | Équipe                      | Général | Étape | Leader | Total |
| -------------------- | --------------------------- | ------- | ----- | ------ | ----- |
| Gaëtan Bille         | Verandas Willems            | 40      | 14    | -      | 54    |
| Mathieu van der Poel | BKCP-Powerplus              | 20      | 6     | -      | 26    |
| Oliver Naesen        | Topsport Vlaanderen-Baloise | 15      | -     | -      | 15    |
| Huub Duyn            | Roompot Oranje Peloton      | 9       | -     | -      | 9     |
| Frederik Backaert    | Wanty-Groupe Gobert         | 8       | -     | -      | 8     |
| Nicolas Vereecken    | 3M                          | 6       | 2     | -      | 8     |
| Rudy Molard          | Cofidis                     | 7       | -     | -      | 7     |
| Jonas Ahlstrand      | Cofidis                     | -       | 6     | -      | 6     |
| Dylan Groenewegen    | Roompot Oranje Peloton      | -       | 6     | -      | 6     |
| Alexander Foliforov  | RusVelo                     | -       | 5     | -      | 5     |
| Raymond Kreder       | Roompot Oranje Peloton      | -       | 5     | -      | 5     |
| Roy Jans             | Wanty-Groupe Gobert         | -       | 4     | -      | 4     |
| Grégory Habeaux      | Wallonie-Bruxelles          | 3       | -     | -      | 3     |
| Danilo Napolitano    | Wanty-Groupe Gobert         | -       | 2     | -      | 2     |
| Edward Theuns        | Topsport Vlaanderen-Baloise | -       | 2     | -      | 2     |

## Évolution des classements
| Étape              | Vainqueur          | Classement général | Classement par points | Classement de la combativité | Classement par équipes |
| ------------------ | ------------------ | ------------------ | --------------------- | ---------------------------- | ---------------------- |
| 1                  | Matthias Brändle   | Matthias Brändle   | Matthias Brändle      | Non décerné                  | BMC Racing             |
| 2                  | Tom Boonen         | Matthias Brändle   | Tom Boonen            | Benjamin Verraes             | BMC Racing             |
| 3                  | Arnaud Démare      | Matthias Brändle   | Arnaud Démare         | Benjamin Verraes             | BMC Racing             |
| 4                  | Arnaud Démare      | Matthias Brändle   | Arnaud Démare         | Benjamin Verraes             | BMC Racing             |
| 5                  | Greg Van Avermaet  | Greg Van Avermaet  | Tom Boonen            | Philipp Walsleben            | BMC Racing             |
| Classements finals | Classements finals | Greg Van Avermaet  | Tom Boonen            | Philipp Walsleben            | BMC Racing             |

## Liste des participants
- Liste de départ complète

| Légende                                | Légende                                                                                         | Légende                         | Légende                                                                                                  |
| -------------------------------------- | ----------------------------------------------------------------------------------------------- | ------------------------------- | --- |
| Num                                    | Dossard de départ porté par le coureur sur ce Tour de Belgique                                  | Pos                             | Position finale au classement général                                                                    |
| Leader du classement général           | Indique le vainqueur du classement général                                                      | Leader du classement par points | Indique le vainqueur du classement par points                                                            |
| Leader du classement de la combativité | Indique le vainqueur du classement de la combativité                                            |                                 | Indique un maillot de champion national ou mondial, suivi de sa spécialité                               |
| #                                      | Indique la meilleure équipe                                                                     | NP                              | Indique un coureur qui n'a pas pris le départ d'une étape, suivi du numéro de l'étape où il s'est retiré |
| AB                                     | Indique un coureur qui n'a pas terminé une étape, suivi du numéro de l'étape où il s'est retiré | HD                              | Indique un coureur qui a terminé une étape hors des délais, suivi du numéro de l'étape                   |

| Etixx-Quick Step EQS                 | Etixx-Quick Step EQS           | Etixx-Quick Step EQS |
| ------------------------------------ | ------------------------------ | -------------------- |
| Num                                  | Coureur                        | Pos                  |
| 1                                    | Niki Terpstra (NED)            | AB-5                 |
| 2                                    | Nikolas Maes (BEL)             | 60e                  |
| 3                                    | Yves Lampaert (BEL)            | 14e                  |
| 4                                    | Guillaume Van Keirsbulck (BEL) | AB-4                 |
| 5                                    | Stijn Vandenbergh (BEL)        | AB-5                 |
| 6                                    | Martin Velits (SVK)            | AB-5                 |
| 7                                    | Julien Vermote (BEL)           | 32e                  |
| 9                                    | Tom Boonen (BEL)               | 20e                  |
| Directeur sportif : Wilfried Peeters |                                |                      |

| Joker+-Soudal LTS                 | Joker+-Soudal LTS              | Joker+-Soudal LTS |
| --------------------------------- | ------------------------------ | ----------------- |
| Num                               | Coureur                        | Pos               |
| 11                                | Jens Debusschere (BEL) (Route) | 63e               |
| 12                                | Tiesj Benoot (BEL)             | 2e                |
| 13                                | Jasper De Buyst (BEL)          | AB-4              |
| 14                                | Thomas De Gendt (BEL)          | 54e               |
| 15                                | Jürgen Roelandts (BEL)         | 22e               |
| 16                                | Gert Dockx (BEL)               | 65e               |
| 17                                | Marcel Sieberg (GER)           | 57e               |
| 18                                | Jelle Vanendert (BEL)          | AB-3              |
| Directeur sportif : Herman Frison |                                |                   |

| BMC Racing # BMC                        | BMC Racing # BMC         | BMC Racing # BMC |
| --------------------------------------- | ------------------------ | ---------------- |
| Num                                     | Coureur                  | Pos              |
| 21                                      | Dylan Teuns (BEL)        | 4e               |
| 22                                      | Rohan Dennis (AUS)       | 41e              |
| 23                                      | Jempy Drucker (LUX)      | AB-5             |
| 24                                      | Campbell Flakemore (AUS) | AB-3             |
| 25                                      | Manuel Senni (ITA)       | 68e              |
| 27                                      | Manuel Quinziato (ITA)   | 50e              |
| 29                                      | Michael Schär (SUI)      | 34e              |
| 30                                      | Greg Van Avermaet (BEL)  | 1er              |
| Directeur sportif : Maximilian Sciandri |                          |                  |

| FDJ                                 | FDJ                         | FDJ  |
| ----------------------------------- | --------------------------- | ---- |
| Num                                 | Coureur                     | Pos  |
| 31                                  | Arnaud Démare (FRA) (Route) | AB-5 |
| 32                                  | David Boucher (FRA)         | AB-5 |
| 33                                  | Sébastien Chavanel (FRA)    | 62e  |
| 34                                  | Mickaël Delage (FRA)        | 77e  |
| 35                                  | William Bonnet (FRA)        | 75e  |
| 36                                  | Lorrenzo Manzin (FRA)       | AB-5 |
| 37                                  |                             |      |
| 39                                  | Arnold Jeannesson (FRA)     | 51e  |
| Directeur sportif : Thierry Bricaud |                             |      |

| Lotto NL-Jumbo TLJ                 | Lotto NL-Jumbo TLJ      | Lotto NL-Jumbo TLJ |
| ---------------------------------- | ----------------------- | ------------------ |
| Num                                | Coureur                 | Pos                |
| 41                                 | Tom Van Asbroeck (BEL)  | 26e                |
| 42                                 | Tom Leezer (NED)        | 33e                |
| 43                                 | Barry Markus (NED)      | AB-5               |
| 44                                 | Timo Roosen (NED)       | 36e                |
| 45                                 | Robert Wagner (GER)     | AB-5               |
| 46                                 | Dennis van Winden (NED) | AB-5               |
| 47                                 | George Bennett (NZL)    | 17e                |
| 48                                 | Maarten Wynants (BEL)   | 59e                |
| Directeur sportif : Nico Verhoeven |                         |                    |

| Astana AST                         | Astana AST                  | Astana AST |
| ---------------------------------- | --------------------------- | ---------- |
| Num                                | Coureur                     | Pos        |
| 51                                 | Andrea Guardini (ITA)       | AB-5       |
| 52                                 | Borut Božič (SLO)           | 53e        |
| 53                                 | Laurens De Vreese (BEL)     | 52e        |
| 54                                 | Maxat Ayazbayev (KAZ)       | AB-5       |
| 55                                 | Arman Kamyshev (KAZ)        | AB-5       |
| 56                                 | Bakhtiyar Kozhatayev (KAZ)  | 40e        |
| 58                                 | Ruslan Tleubayev (KAZ)      | AB-5       |
| 60                                 | Daniil Fominykh (KAZ) (Clm) | 81e        |
| Directeur sportif : Stefano Zanini |                             |            |

| Katusha KAT                          | Katusha KAT                  | Katusha KAT |
| ------------------------------------ | ---------------------------- | ----------- |
| Num                                  | Coureur                      | Pos         |
| 61                                   | Ángel Vicioso (ESP)          | 82e         |
| 62                                   | Rüdiger Selig (GER)          | AB-5        |
| 63                                   | Egor Silin (RUS)             | 67e         |
| 64                                   | Gatis Smukulis (LAT) (Clm)   | AB-5        |
| 65                                   | Viatcheslav Kouznetsov (RUS) | 8e          |
| 66                                   | Alexey Tsatevitch (RUS)      | 42e         |
| 67                                   | Anton Vorobyev (RUS) (Clm)   | AB-5        |
| 68                                   | Eduard Vorganov (RUS)        | AB-5        |
| Directeur sportif : Xavier Florencio |                              |             |

| IAM                              | IAM                          | IAM  |
| -------------------------------- | ---------------------------- | ---- |
| Num                              | Coureur                      | Pos  |
| 71                               | Martin Elmiger (SUI) (Route) | 5e   |
| 72                               | Matthias Brändle (AUT) (Clm) | AB-5 |
| 73                               | Dries Devenyns (BEL)         | AB-5 |
| 74                               | Sondre Holst Enger (NOR)     | AB-5 |
| 75                               | Simon Pellaud (SUI)          | AB-5 |
| 76                               | Vicente Reynés (ESP)         | 47e  |
| 78                               | Jonas Van Genechten (BEL)    | AB-5 |
| 79                               | Marcel Aregger (SUI)         | AB-5 |
| Directeur sportif : Mario Chiesa |                              |      |

| Topsport Vlaanderen-Baloise TSV | Topsport Vlaanderen-Baloise TSV | Topsport Vlaanderen-Baloise TSV |
| ------------------------------- | ------------------------------- | ------------------------------- |
| Num                             | Coureur                         | Pos                             |
| 81                              | Jelle Wallays (BEL)             | AB-5                            |
| 82                              | Floris De Tier (BEL)            | 45e                             |
| 83                              | Oliver Naesen (BEL)             | 7e                              |
| 84                              | Thomas Sprengers (BEL)          | 13e                             |
| 85                              | Edward Theuns (BEL)             | 25e                             |
| 86                              | Gijs Van Hoecke (BEL)           | 31e                             |
| 87                              | Pieter Vanspeybrouck (BEL)      | 24e                             |
| 88                              | Victor Campenaerts (BEL)        | 46e                             |
| Directeur sportif : Luc Colijn  |                                 |                                 |

| Wanty-Groupe Gobert WGG                      | Wanty-Groupe Gobert WGG   | Wanty-Groupe Gobert WGG |
| -------------------------------------------- | ------------------------- | ----------------------- |
| Num                                          | Coureur                   | Pos                     |
| 91                                           | Björn Leukemans (BEL)     | 35e                     |
| 92                                           | Tim De Troyer (BEL)       | AB-5                    |
| 93                                           | Tom Devriendt (BEL)       | AB-5                    |
| 94                                           | Roy Jans (BEL)            | AB-5                    |
| 95                                           | James Vanlandschoot (BEL) | 38e                     |
| 96                                           | Danilo Napolitano (ITA)   | AB-5                    |
| 98                                           | Frederik Veuchelen (BEL)  | 43e                     |
| 99                                           | Frederik Backaert (BEL)   | 10e                     |
| Directeur sportif : Hilaire Van der Schueren |                           |                         |

| Androni Giocattoli-Sidermec AND     | Androni Giocattoli-Sidermec AND | Androni Giocattoli-Sidermec AND |
| ----------------------------------- | ------------------------------- | ------------------------------- |
| Num                                 | Coureur                         | Pos                             |
| 101                                 | Francesco Chicchi (ITA)         | AB-5                            |
| 102                                 | Marco Benfatto (ITA)            | AB-5                            |
| 103                                 |                                 |                                 |
| 104                                 | Alberto Nardin (ITA)            | 80e                             |
| 105                                 | František Padour (ITA)          | AB-5                            |
| 106                                 | Fabio Taborre (ITA)             | AB-5                            |
| 107                                 | Alessio Taliani (ITA)           | 64e                             |
| 108                                 |                                 |                                 |
| Directeur sportif : Roberto Miodini |                                 |                                 |

| RusVelo RVL                        | RusVelo RVL               | RusVelo RVL |
| ---------------------------------- | ------------------------- | ----------- |
| Num                                | Coureur                   | Pos         |
| 111                                | Alexander Foliforov (RUS) | 72e         |
| 112                                | Andrey Solomennikov (RUS) | 44e         |
| 113                                | Petr Ignatenko (RUS)      | AB-3        |
| 114                                | Aleksandr Komin (RUS)     | AB-5        |
| 115                                | Roman Maikin (RUS)        | 70e         |
| 116                                | Artem Ovechkin (RUS)      | 16e         |
| 117                                | Kirill Pozdnyakov (RUS)   | 21e         |
| 118                                | Alexander Rybakov (RUS)   | AB-5        |
| Directeur sportif : Serhiy Honchar |                           |             |

| Cofidis COF                        | Cofidis COF             | Cofidis COF |
| ---------------------------------- | ----------------------- | ----------- |
| Num                                | Coureur                 | Pos         |
| 121                                | Loïc Chetout (FRA)      | AB-5        |
| 122                                | Gert Jõeäär (EST) (Clm) | AB-5        |
| 123                                | Cyril Lemoine (FRA)     | 39e         |
| 124                                | Rudy Molard (FRA)       | 11e         |
| 125                                | Adrien Petit (FRA)      | AB-5        |
| 126                                | Dominique Rollin (CAN)  | 74e         |
| 127                                | Jonas Ahlstrand (SWE)   | AB-5        |
| 129                                | Steve Chainel (FRA)     | AB-5        |
| Directeur sportif : Alain Deloeuil |                         |             |

| Roompot Oranje Peloton ROP        | Roompot Oranje Peloton ROP | Roompot Oranje Peloton ROP |
| --------------------------------- | -------------------------- | -------------------------- |
| Num                               | Coureur                    | Pos                        |
| 131                               | Marc de Maar (NED)         | 29e                        |
| 132                               | Jesper Asselman (NED)      | 48e                        |
| 133                               | Berden de Vries (NED)      | 30e                        |
| 134                               | Dylan Groenewegen (NED)    | 61e                        |
| 135                               | Raymond Kreder (NED)       | AB-5                       |
| 136                               | Wesley Kreder (NED)        | AB-5                       |
| 137                               | Maurits Lammertink (NED)   | 19e                        |
| 139                               | Huub Duyn (NED)            | 9e                         |
| Directeur sportif : Erik Breukink |                            |                            |

| Vastgoedservice-Golden Palace VGS | Vastgoedservice-Golden Palace VGS | Vastgoedservice-Golden Palace VGS |
| --------------------------------- | --------------------------------- | --------------------------------- |
| Num                               | Coureur                           | Pos                               |
| 141                               | Wout van Aert (BEL)               | 23e                               |
| 142                               | Sander Cordeel (BEL)              | 49e                               |
| 143                               | Kevin Hulsmans (BEL)              | AB-3                              |
| 144                               | Jens Adams (BEL)                  | 56e                               |
| 145                               | Alphonse Vermote (BEL)            | AB-5                              |
| 146                               | Rob Ruijgh (NED)                  | 37e                               |
| 147                               | Timothy Stevens (BEL)             | AB-5                              |
| 148                               | Dennis Coenen (BEL)               | 58e                               |
| Directeur sportif : Roger Loysch  |                                   |                                   |

| BKCP-Powerplus BKP                   | BKCP-Powerplus BKP         | BKCP-Powerplus BKP |
| ------------------------------------ | -------------------------- | ------------------ |
| Num                                  | Coureur                    | Pos                |
| 151                                  | Mathieu van der Poel (NED) | 6e                 |
| 152                                  | Stijn Caluwé (BEL)         | AB-5               |
| 153                                  | Daan Hoeyberghs (BEL)      | 78e                |
| 154                                  | Michael Boroš (CZE)        | 66e                |
| 155                                  | Adam Toupalik (CZE)        | 73e                |
| 156                                  | David van der Poel (NED)   | AB-5               |
| 157                                  | Vincent Baestaens (BEL)    | AB-5               |
| 158                                  | Philipp Walsleben (GER)    | 79e                |
| Directeur sportif : Philip Roodhooft |                            |                    |

| 3M MMM                           | 3M MMM                   | 3M MMM |
| -------------------------------- | ------------------------ | ------ |
| Num                              | Coureur                  | Pos    |
| 161                              | Gertjan De Vos (BEL)     | AB-3   |
| 162                              | Connor McConvey (IRL)    | 83e    |
| 163                              | Dimitri Peyskens (BEL)   | 76e    |
| 164                              | Jake Tanner (GBR)        | AB-5   |
| 165                              | Tim Vanspeybroeck (BEL)  | AB-5   |
| 166                              | Nicolas Vereecken (BEL)  | 12e    |
| 167                              | Jimmy Janssens (BEL)     | 28e    |
| 168                              | Michael Vingerling (NED) | AB-5   |
| Directeur sportif : Frank Boeckx |                          |        |

| Cibel CIB                             | Cibel CIB                   | Cibel CIB |
| ------------------------------------- | --------------------------- | --------- |
| Num                                   | Coureur                     | Pos       |
| 171                                   | Kevin Callebaut (BEL)       | AB-5      |
| 172                                   | Niels Van Dorsselaer (BEL)  | AB-3      |
| 173                                   | Thomas Gibbons (USA)        | AB-5      |
| 174                                   | Kenny Goossens (BEL)        | AB-5      |
| 175                                   | Thomas Ongena (BEL)         | AB-5      |
| 176                                   | Joeri Stallaert (BEL)       | AB-5      |
| 177                                   | Jori Van Steenberghen (BEL) | AB-5      |
| 178                                   | Benjamin Verraes (BEL)      | AB-5      |
| Directeur sportif : Edwin Van Petegem |                             |           |

| Wallonie-Bruxelles WBC                | Wallonie-Bruxelles WBC  | Wallonie-Bruxelles WBC |
| ------------------------------------- | ----------------------- | ---------------------- |
| Num                                   | Coureur                 | Pos                    |
| 181                                   | Ludwig De Winter (BEL)  | 71e                    |
| 182                                   | Antoine Demoitié (BEL)  | AB-5                   |
| 183                                   | Laurent Évrard (BEL)    | 18e                    |
| 184                                   | Jonathan Dufrasne (BEL) | AB-5                   |
| 185                                   | Kevyn Ista (BEL)        | AB-5                   |
| 186                                   | Grégory Habeaux (BEL)   | 15e                    |
| 188                                   | Antoine Warnier (BEL)   | 55e                    |
| 189                                   | Olivier Chevalier (BEL) | AB-5                   |
| Directeur sportif : Frédéric Amorison |                         |                        |

| Verandas Willems WIL                  | Verandas Willems WIL     | Verandas Willems WIL |
| ------------------------------------- | ------------------------ | -------------------- |
| Num                                   | Coureur                  | Pos                  |
| 191                                   | Gaëtan Bille (BEL)       | 3e                   |
| 192                                   | Joeri Calleeuw (BEL)     | AB-5                 |
| 193                                   | Dimitri Claeys (BEL)     | 27e                  |
| 194                                   | Dries De Bondt (BEL)     | AB-5                 |
| 195                                   | Olivier Pardini (BEL)    | AB-5                 |
| 196                                   | Christophe Prémont (BEL) | AB-5                 |
| 197                                   | Kai Reus (NED)           | AB-5                 |
| 198                                   | Stef Van Zummeren (BEL)  | 69e                  |
| Directeur sportif : Gautier De Winter |                          |                      |